# Маршалл (Арканзас)
Маршалл (англ. Marshall) — місто (англ. city) в США, в окрузі Серсі штату Арканзас. Населення — 1329 осіб (2020).

## Географія
Маршалл розташований за координатами 35°54′26″ пн. ш. 92°38′50″ зх. д. / 35.90722° пн. ш. 92.64722° зх. д. (35.907313, -92.647355).  За даними Бюро перепису населення США в 2010 році місто мало площу 10,16 км², з яких 10,14 км² — суходіл та 0,03 км² — водойми.

## Демографія
Згідно з переписом 2010 року, у місті мешкало 1355 осіб у 602 домогосподарствах у складі 339 родин. Густота населення становила 133 особи/км².  Було 756 помешкань (74/км²). 
Расовий склад населення:
| - 93,8 % — білих - 1,0 % — корінних американців - 0,3 % — азіатів - 0,1 % — чорних або афроамериканців |

До двох чи більше рас належало 3,9 %. Іспаномовні складали 4,0 % від усіх жителів.
За віковим діапазоном населення розподілялося таким чином: 19,8 % — особи молодші 18 років, 54,7 % — особи у віці 18—64 років, 25,5 % — особи у віці 65 років та старші. Медіана віку мешканця становила 46,7 року. На 100 осіб жіночої статі у місті припадало 84,9 чоловіків;  на 100 жінок у віці від 18 років та старших — 83,3 чоловіків також старших 18 років.
Середній дохід на одне домашнє господарство  становив 42 309 доларів США (медіана — 27 216), а середній дохід на одну сім'ю — 57 077 доларів (медіана — 40 833). Медіана доходів становила 26 563 долари для чоловіків та 26 523 долари для жінок. За межею бідності перебувало 21,2 % осіб, у тому числі 23,9 % дітей у віці до 18 років та 19,1 % осіб у віці 65 років та старших.
Цивільне працевлаштоване населення становило 629 осіб. Основні галузі зайнятості: освіта, охорона здоров'я та соціальна допомога — 31,6 %, будівництво — 13,2 %, роздрібна торгівля — 11,8 %.